# Radka Maxová
Radka Maxová, née le 2 décembre 1968 à Pardubice, est une femme politique tchèque. 

## Biographie
Membre d'ANO 2011, elle siège à la Chambre des députés de 2013 à 2019 et au Parlement européen à partir de 2019 au sein du groupe Renew Europe. En octobre 2020, elle quitte ANO 2011 et rejoint au Parlement européen le groupe Alliance progressiste des socialistes et démocrates au Parlement européen (S&D) en mars 2021. Elle ne se représente pas en 2024.